# 4. Maj Kollegiet i Odense
55°23′15.34″N 10°24′17.67″Ø / 55.3875944°N 10.4049083°Ø
4. Maj Kollegiet i Odense, også kaldt Frihedskollegiet, er et af de ni 4. Maj-Kollegier, som blev opført i hele Danmark kort efter 2. verdenskrig, med støtte fra Frihedsfonden.
Kollegiet blev således oprindeligt bygget bl.a. for at minde om frihedskampen, samt skabe bedre udviklingsmuligheder for fremtidige generationer. 
Flere af kollegiets værelser er navngivet efter personer som medvirkede i frihedskampen og det illegale arbejde under krigen.
|  | Denne artikel om en bygning eller et bygningsværk kan blive bedre, hvis der indsættes et (bedre) billede. Du kan hjælpe ved at afsøge Wikimedia Commons for et passende billede eller lægge et op på Wikimedia Commons med en af de tilladte licenser og indsætte det i artiklen. |